# نیکلای بردیایف
نیکلای الکساندرویچ بردیایف (۱۸ مارس ۱۸۷۴ – ۲۴ مارس ۱۹۴۸)
فیلسوف سیاسی و مذهبی اهل اوکراین، از نوجوانی شیفته فلسفه بود و با آراء شوپنهاور و کانت و هگل آشنایی داشت. بردیایف برخلاف تمایل پدرش که افسر بود، علاقه‌ای به نظامی‌گری نداشت.
خودش خروج از جهان اشرافیت و پا نهادن به جهان انقلابی را رویداد اصلی زندگی خود می‌دانست. مسیری که زندان و تبعید را برای او ارمغان آورد.
گئورگی پلخانف و آناتولی لوناچارسکی از همرزمان و رفقایش بودند. بردیایف در دوران دانشجویی به دلیل فعالیت‌های ضد تزاری به زندان افتاد.

## زندگی‌نامه
سال ۱۹۰۴ میلادی، ازدواج کرد و همسرش «لیدیا تروشوا» نیز که چون خود او در آغاز در جنبش انقلابی شرکت جست، بعدها به آیین ارتدوکس روی آورد.
بردیایف علیه پاپهای دروغین که به نظر او با معنویت هیچ میانه‌ای نداشتند، مقاله تندی نوشت و به جرم توهین به کلیسا مورد غضب قرار گرفت و گفته شد باید به سیبری تبعید شود. اما با پیش آمدن انقلاب عملاً دادگاه او تشکیل نشد. اگر او در پایان سده‌های میانه می‌زیست، حتماً در آتش دادگاه تفتیش عقاید می‌سوخت.
بردیایف به سن پترزبورگ نقل مکان کرد و سر دبیری مجله «راه نو» و سپس مجله «مسایل زندگی» را بر عهده گرفت. کسانی چون د. مریژکوفسکی، و. ریزانف، و. ایوانف، ف. سولوگوب، الکساندر بلوک، والری بریوسف، آ. بیلی، ل. شستوف، س. فرانک، پ. نوواگروسف، آ. رمیزف که گلهای سرسبد ادبیات و فلسفه زمان خود بودند، با این مجله‌ها همکاری می‌کردند.
فئودور داستایوسکی Fyodor Dostoyevsky بر شکل‌گیری عقاید او تأثیر زیادی داشت. بردیایف می‌گفت: من فرزند داستایوسکی هستم.
با وجود گرایش ضد تزاری چون با انقلاب شوروی راه نیامد از آنجا رانده شد. او در سالهای جنگ جهانی دوم، در فرانسه اشغال شده بود و نازیها را به دیده نفرت می‌نگریست و نگران سرنوشت شوروی بود و از پیروزیهای آن شادمان می‌شد. تمایل داشت به زادگاهش برگردد اما شرایط زمان استالین مانع وی شد. بردیایف در ۲۳ مارس ۱۹۴۸ دور از میهنش، در فرانسه درگذشت. بردیایف بر نویسندگان بسیاری تأثیر گذاشته‌است.

## اندیشه و آثار بردیایف
بردیایف شیفته مارکس بود. در زندگینامه‌ای که خودش نگاشته و پس از مرگش در ۱۹۴۹ میلادی به چاپ رسیده می‌نویسد: «من مارکس را آدم نابغه‌ای می‌دانستم و اکنون نیز می‌دانم.» اما او دیدگاه مذهبی داشت و برخلاف اصحاب کلیسا که از قرنها پیش مشغول توجیه و اثبات وجود خداوند هستند. توجه او به توجیه وجود انسان معطوف بود.
بردیایف در کتاب «فلسفه آزادی» (سال ۱۹۱۱) سنت خردگرایانه اروپای غربی را رّد کرده و استدلال می‌کند در عمل ایمان و معنویت راستین که در جامع گرایی نهفته‌است، شناخت واقعیت را ممکن می‌سازد و در جامع گرایی است که شخصیت آدمی ناپدید نمی‌شود.
او معتقد بود:اگرچه تاریخ جهان تنها با تلاش مشترک شرق و غرب آفریده می‌شود و هر ملتی رسالتی دارد، اما «روسیه می‌تواند اشراق شرقی را با فعالیت انسانی غرب و تحرک تاریخی فرهنگ پیوند بدهد.»
بردیایف در کتاب «سرنوشت روسیه» (۱۹۱۸) از «ضد و نقیض بودن» روسیه هم سخن گفته و تأکید کرده‌است که روسها آزادی را دوست دارند و از تنگ نظری بدورند اما در عین حال روسیه «کشوری است با برده منشی بی‌سابقه» و این «ضد و نقیض بودن» را می‌توان در جنبه‌های متعدد دیگری نیز مشاهده کرد.
بردیایف انقلابهای ماه‌های فوریه و اکتبر را در مسکو دید. در این هنگام او کتاب «مفهوم تاریخ» (۱۹۱۸) را می‌نوشت. در سال ۱۹۲۰ او را به عنوان استاد دانشگاه مسکو برگزیدند اما در همین سال بازداشت شد. در بازجویی، در باب اندیشه‌هایش چهل و پنج دقیقه حرف زد. بازجوی او که نامش «درژنسکی» بود، با دقت شنید و بعد دستور داد وی را آزاد کنند و با اتومبیل به خانه‌اش برسانند.
البته دو سال بعد دوباره بازداشت شد و این بار کارش به تبعید از کشور کشید و در پاییز همان سال با جمع بزرگی از فیلسوفان به خارج رفت. دو سال در برلین به سر برد و بعد در پاریس اسکان یافت.
در برلین و پاریس، نخبگان دین و فلسفه را به دور خود گرد آورد و با ماکس شیلر، ژاک مارتین و گابریل مارسل معاشرت داشت و متفکر اگزیستانسیالیست بشمار می‌رفت.
در برلین کتاب «قرون وسطای جدید» (۱۹۲۳) را نوشت و فرهنگستان دین و فلسفه را بنیاد نهاد و با انجمن جوانان مسیحی به همکاری پرداخت. دبیری مجله «راه» را بر عهده گرفت که در میان مهاجران شهرت «چپی» داشت.
سال ۱۹۳۷ کتاب «سرچشمه‌ها و مفهوم کمونیسم روس» را به زبانهای آلمانی و انگلیسی منتشر نمود. این اثر به زبان روسی هم در سال ۱۹۵۵ پس از مرگ وی منتشر شده‌است.
بردیایف، مخالف انقلاب بود و می‌گفت هر انقلابی، مصیبت و ناکامی است. انقلابهای موفق در دنیا وجود ندارند. مسؤولیت انقلاب هم بر دوش کسانی است که آن را انجام داده‌اند و هم به عهده آنانی که از وقوع آن جلوگیری نکرده‌اند. پیروزی انقلاب و سرکوبی آن از لحاظ پیامدها یکسان اند،
او فعالیتش را به عنوان یک مارکسیست آغاز کرد. اما بعدً دشمن این شیوه تفکر شد و نوشت: «انقلابی روسیه طبعً ضد ملی است و روسیه را به جسدی بی جان مبدل کرده‌است.»
در کتاب «فلسفه نابرابری» (سال ۱۹۲۳) که تحت تأثیر مهاجرت اجباری نگارش یافت، اوج ضدیتش را با سوسیالیسم نشان می‌دهد.
بردیایف هم سرمایه‌داری وهم ماتریالیسم را در تقابل با ساحت معنوی و متعالی انسان و عالم می‌داند. با با این وجود بر او خوشبینی غالب بود و می‌گفت: برای تاریخ بشریت «پایان خوشی» مقدر شده‌است و آن غلبه بر شر، همچنین کسب آزادی است.
دکتر عنایت‌الله رضا یکی از کتابهای او را با عنوان «منابع کمونیسم روسی و مفهوم آن» به زبان فارسی ترجمه کرده‌است.